# Zamia neurophyllidia
Zamia neurophyllidia là một loài thực vật thuộc họ Zamiaceae. Loài này có ở Costa Rica, Nicaragua, và Panama. Chúng hiện đang bị đe dọa vì mất môi trường sống.

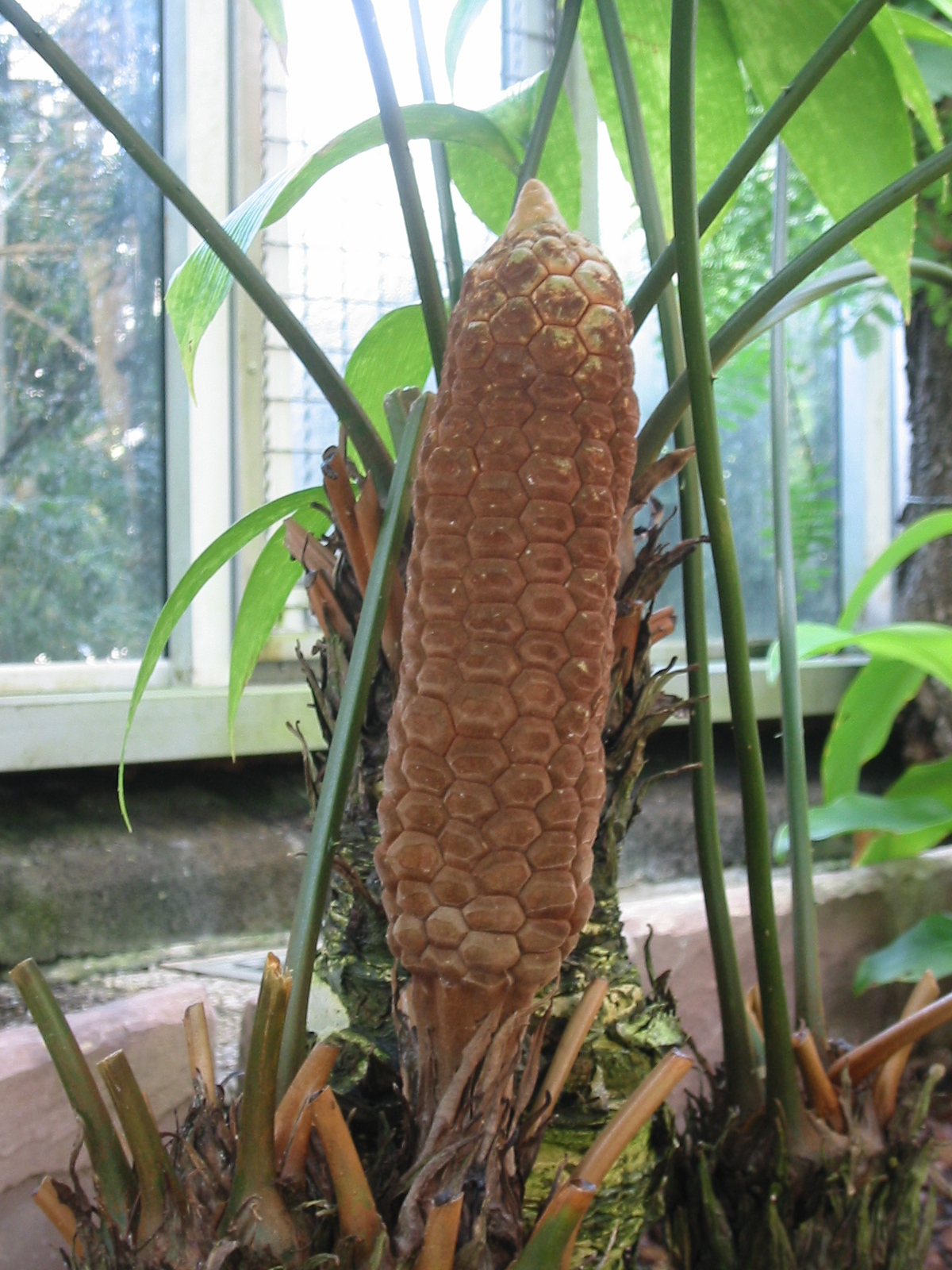
Female cone of Zamia neurophyllidia.

## Hình ảnh

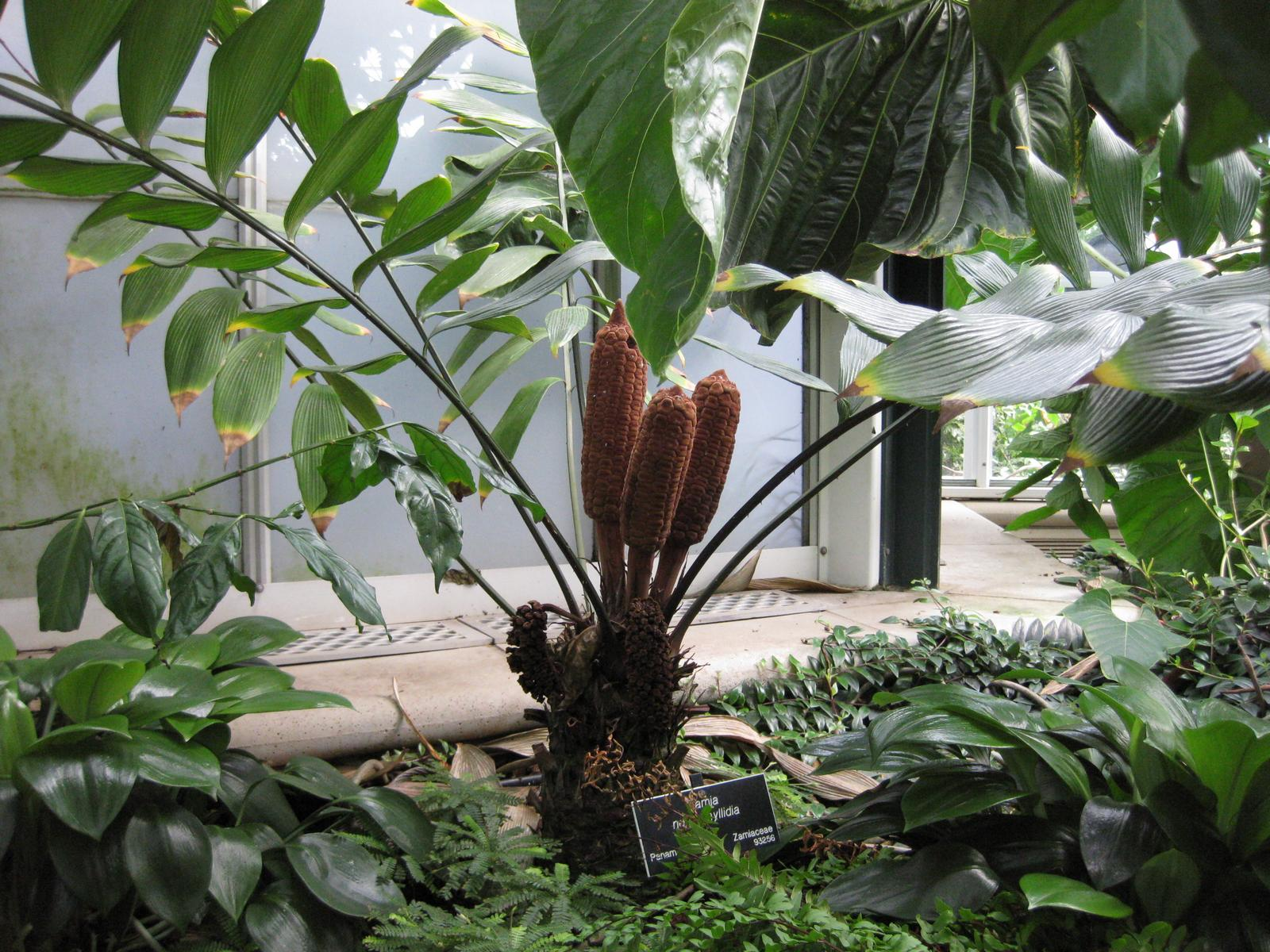
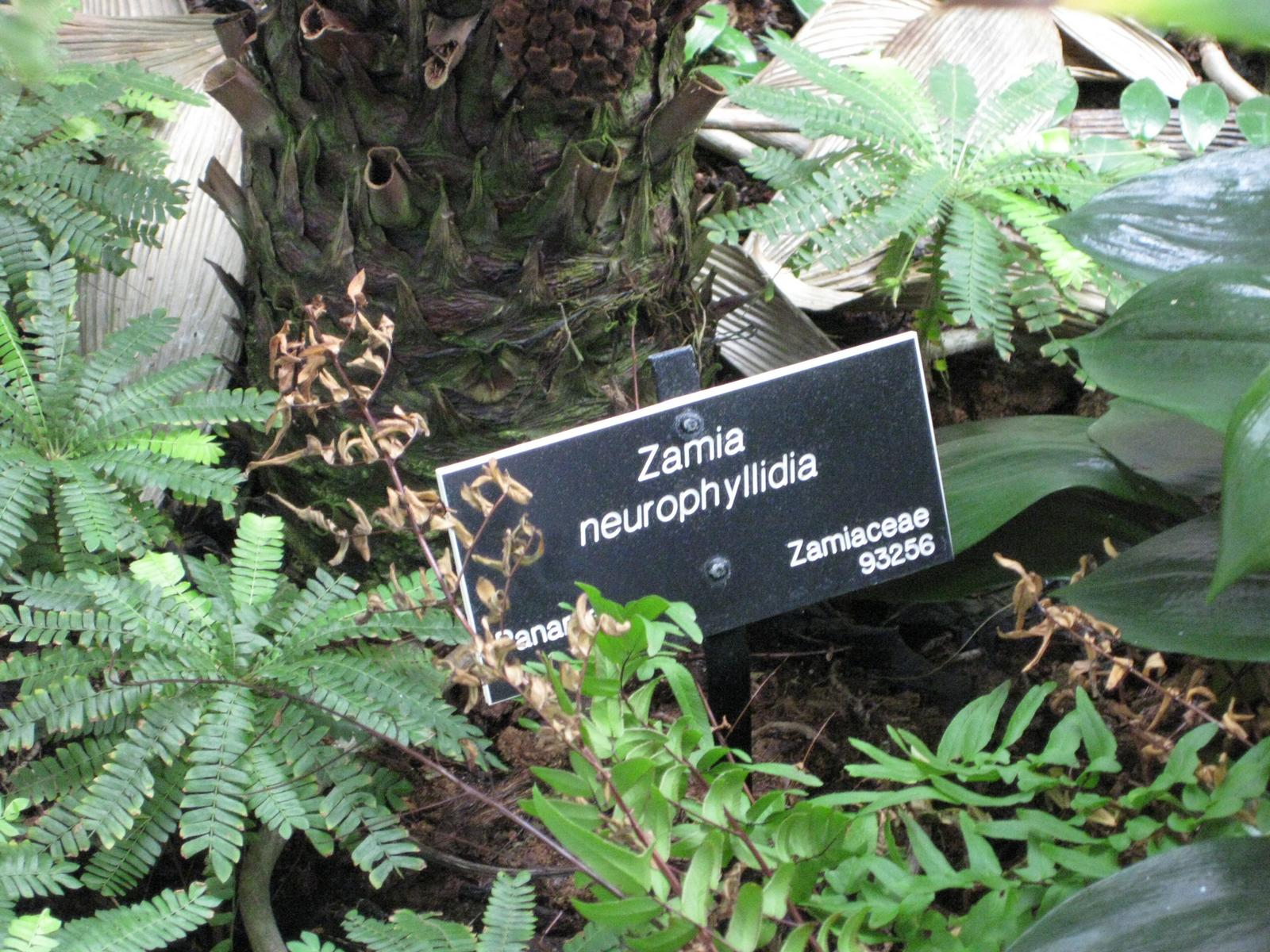
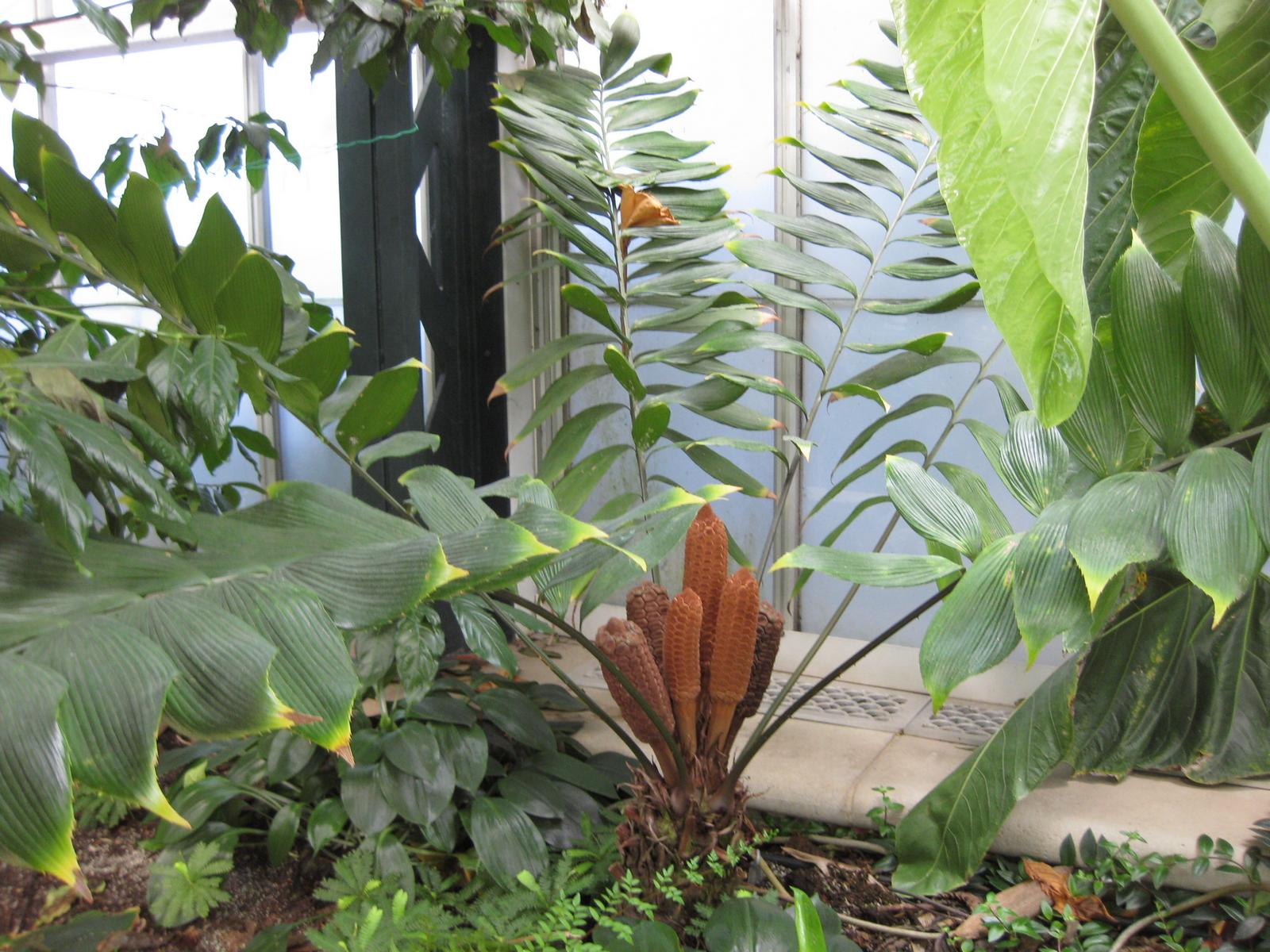
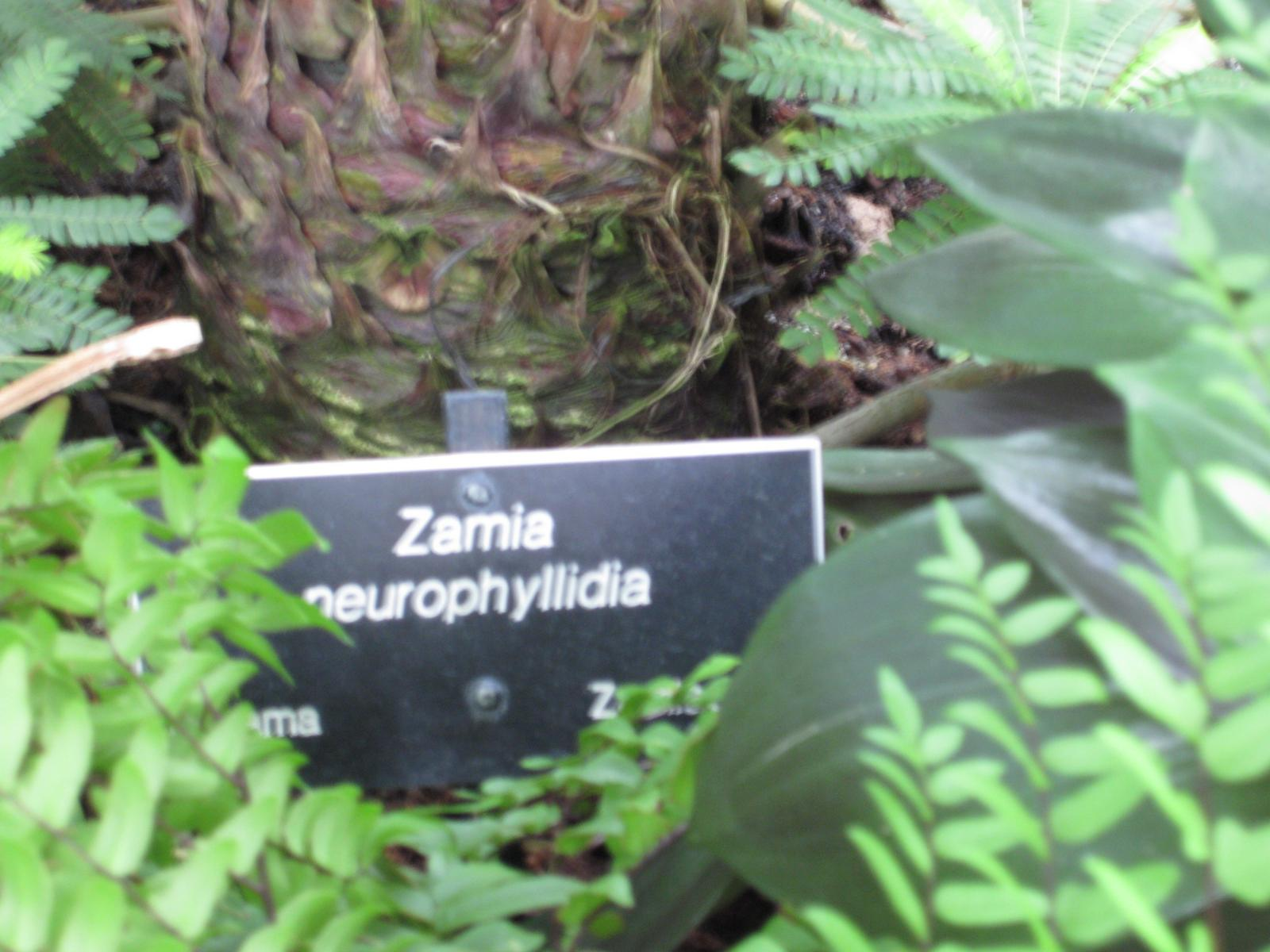